# Rechawam Ze’ewi

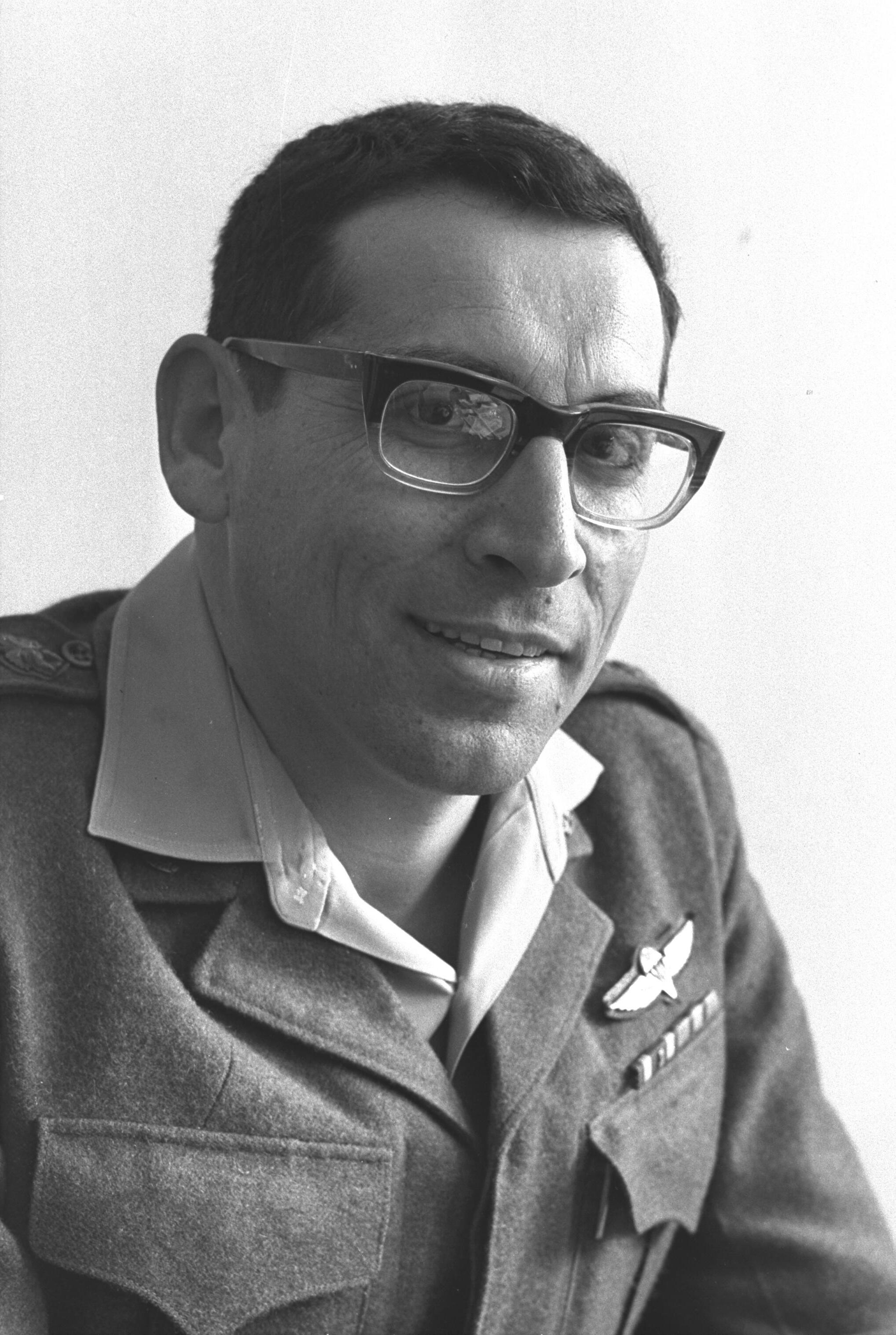
Rechawam Ze’ewi w 1967 roku

Rechawam Ze’ewiⓘ, pseud. Ghandi (hebr. רחבעם זאבי-גנדי, ur. 20 czerwca 1926 w Jerozolimie, zm. 17 października 2001) – izraelski generał, polityk i historyk, który powołał do życia prawicową partię Moledet. Zginął, zabity przez Ludowy Front Wyzwolenia Palestyny w czasie tzw. intifady Al-Aksa.

## Życiorys
Urodził się w 1926 roku w Jerozolimie. Wstąpił do Palmachu (elitarnych jednostek szturmowych żydowskiej organizacji podziemnej Hagana) w 1942, służył także w armii izraelskiej po utworzeniu Państwa Izrael. W latach 1964–1968 pełnił obowiązki szefa departamentu sztabu w izraelskim sztabie generalnym. Przez następne 5 lat był dowódcą centralnego okręgu wojskowego. Odszedł z wojska we wrześniu 1973, ale zaraz do niej wrócił, ponieważ wybuchła wojna Jom Kipur (6 października 1973). Definitywnie zakończył karierę wojskową w 1974 roku, w stopniu generała-majora.
Zaraz po tym został doradcą premiera Icchaka Rabina ds. terroryzmu, a później także w sprawach związanych z wywiadem. W 1977 roku Rechawam Ze’ewi zrezygnował ze swojego stanowiska, kiedy premierem został Menachem Begin z Likudu. W 1981 roku Ze’ewi został dyrektorem Muzeum Izraela w Tel Awiwie. W 1987 roku był współtwórcą serii książek opisujących historię Ziemi Izraela na podstawie zabytkowych przedmiotów znajdujących się w posiadaniu muzeum.
W 1988 roku założył partię polityczną Moledet, której podstawowym postulatem programowym było usunięcie Arabów z Zachodniego Brzegu Jordanu i Strefy Gazy do sąsiednich krajów arabskich. Rechawam Ze’ewi był bardzo krytyczny wobec kolejnych rządów, zarówno lewicowych, jak i prawicowych. Wynikało to z zawodu, jaki sprawiły mu ustalenia w konferencji w Madrycie w 1991. Kiedy jednak premierem został Binjamin Netanjahu z Likudu (1996−1999), ugrupowanie Ze’ewiego udzielało jego rządowi poparcia pozakoalicyjnego.
W swoich działaniach i wypowiedziach Ze’ewi był bardzo zdecydowany i kontrowersyjny. M.in. przyrównywał Palestyńczyków do „pijawek” i „raka”, a także wypowiadał się nieprzyjaźnie o sąsiedniej Jordanii (pomimo że w tym czasie Izrael miał już podpisany z tym państwem traktat pokojowy). Często zdarzało się, iż inni członkowie partii Moledet musieli przepraszać za jego słowa, bądź też utrzymywać, iż został źle zrozumiany i że Moledet popiera tylko dobrowolny transfer Arabów z Izraela do krajów ościennych.
W 1999 roku Moledet zjednoczyło się z Herutem i Tkumą, tworząc Unię Narodową. Po wyborze na premiera Ariela Szarona w lutym 2001, Rechawam Ze’ewi przyłączył się do koalicji rządowej i został ministrem turystyki 7 marca 2001 r. Jednak wkrótce potem, 14 października zadeklarował, iż jego partia opuści rząd na znak protestu wobec wycofania wojsk izraelskich z Abu-Sneina w Hebronie. Jego rezygnacja miała nastąpić 17 października 2001 r. o godzinie 11.
Jednak 17 października został postrzelony przez czterech strzelców i zmarł kilka minut przed 10 w szpitalu Hadassa, gdzie został przewieziony. Ludowy Front Wyzwolenia Palestyny przyznał się do tego zabójstwa, twierdząc, iż była to zemsta za zabicie w sierpniu przez wojsko izraelskie Abu Ali Mustafy (lidera i sekretarza generalnego LFWP). Zabójstwo zlecić miał osobiście obecny przywódca LFWP, Ahmed Saadat.

### Przezwisko
W młodości chodził do szkoły w kibucu Giwat ha-Szlosza. Pewnej nocy ogolił sobie głowę, owinął ją ręcznikiem, po czym wkroczył do jadalni. Tak bardzo przypominał w tym przebraniu Mahatmę Gandhiego, że przylgnęło do niego takie przezwisko. Było ono dodatkowo ironiczne, ponieważ jego stanowisko wobec Arabów w niczym nie przypominało pokojowej postawy indyjskiego przywódcy.